# Виджани, Лука
Лука́ Виджа́ни (итал. Luca Vigiani; род. 25 августа 1976, Флоренция) — итальянский футболист, выступавший на позиции полузащитника; тренер.

## Клубная карьера

### Начало карьеры
Виджани начал карьеру в «Фиорентине». В 1995 году он дебютировал в Серии A в матче против «Милана». С 1996 по 2003 годы он выступал за различные итальянские команды из Серии С1: «Фьоренцуола», «Саронно», «Лодиджани» и «Пистойезе».

### «Ливорно»
В 2003 году Виджани перешёл в «Ливорно». В сезоне 2003/04 он помог команде занять 3 место в Серии В, и «Ливорно» получил право подняться в высший дивизион страны. В том сезоне игрок провёл 42 матча в чемпионате и забил 2 гола. В сезоне 2004/05 итальянский игрок забил свой первый гол в Серии А: 26 сентября 2004 года он отметился в матче «Ливорно» с «Аталантой» (итоговый счёт — 1:1). По ходу сезона он забил ещё два гола: 5 декабря 2004 года в матче с «Лечче» («Ливорно» проиграл 2:3) и 16 января 2005 года в матче с «Мессиной» (победа «Ливорно» 3:1).
В 2005 году Виджани был арендован другим клубом из Серии А — «Реджиной». В сезоне 2005/06 итальянский игрок провёл 36 матчей за команду, ни разу не отличившись. Первую половину сезона 2006/07 Виджани провёл в «Ливорно». Он участвовал в 15 матчах Серии А и забил один мяч в ворота Сампдории. 28 сентября 2006 года он вышел на поле в матче против австрийского «Пашинга» в рамках отборочного этапа Кубка УЕФА сезона 2006/07, где футболисты «Ливорно» обыграли австрийцев со счётом 1:0. 19 октября 2006 года итальянский игрок вышел в составе команды в матче группового этапа Кубка УЕФА против «Рейнджерс», который окончился победой шотландского клуба со счётом 3:2.

### «Реджина»
В январе 2007 года Виджани перешёл в «Реджину». По поводу своего перехода итальянский футболист заявил следующее:
Эта команда мне хорошо знакома, и я буду стараться сделать все, чтобы помочь ей добиться как можно лучшего результата. Позицию, на которой я буду играть, определит тренер.
Во второй половине сезона 2006/07 Виджани смог выступить в 15 матчах Серии А. Итальянский полузащитник забил 3 гола: дубль в противостоянии с «Кальяри» («Реджина» выиграла 2:0) и 1 во встрече с «Эмполи» (матч закончился со счётом 3:3).
Сезон 2007/08 стал для Виджани самым успешным в карьере. Футболист провёл за «Реджину» 29 матчей и забил 5 мячей. 4 ноября 2007 года он отметился голом в матче с «Наполи». 23 декабря 2007 года во встрече с «Катанией» итальянец забил свой единственный хет-трик за карьеру, а «Реджина» выиграла со счётом 3:1. 27 января 2008 года игрок забил «Аталанте».
В сезоне 2008/09 Виджани 19 раз выходил на поле в составе Реджины, но ни разу не забивал. По итогам сезона его команда заняла 19 место в Серии А и вылетела в Серию В. Чтобы остаться в высшем дивизионе страны, Виджани решил сменить команду: 22 июля 2009 года он перешёл в качестве свободного агента в «Болонью», подписав двухлетний контракт.

### «Болонья» и возвращение в «Реджину»
Виджани провёл в «Болонье» только первую половину сезона 2009/10. Он 11 раз выходил в составе команды.
В январе 2010 года Виджани третий раз подписал контракт с «Реджиной». Во второй половине сезона 2009/10 итальянский футболист провёл 19 матчей в Серии В, не забив голов. 23 января 2010 года Виджани провёл свой сотый матч за «Реджину» в чемпионатах Италии.
20 августа 2010 года Лука Виджани отправился в аренду в клуб «Каррарезе» из Второго дивизиона Профессиональной лиги. По итогам сезона 2010/11 команда получила возможность участвовать в играх плей-офф, по итогам которых она заняла второе место в таблице и перешла в Высший дивизион Профессиональной лиги.

## Карьера в сборной
6 июня 1992 года Виджани дебютировал в составе сборной Италии для игроков не старше 15 лет. В 1993 году он участвовал в чемпионате мира по футболу для игроков до 17 лет, на котором провёл все 3 матча.

## Достижения
«Ливорно»
- Третье место в Серии В: 2003/04

## Награды
- С мая 2007 года Виджани является почётным гражданином города Реджо-ди-Калабрия[17].

## Статистика
| Клуб                     | Сезон                    | Турнир                   | Лига                     | Лига                     | Кубки                    | Кубки                    | Еврокубки | Еврокубки | Итого | Итого |
| Клуб                     | Сезон                    | Турнир                   | Игры                     | Голы                     | Игры                     | Голы                     | Игры      | Голы      | Игры  | Голы  |
| ------------------------ | ------------------------ | ------------------------ | ------------------------ | ------------------------ | ------------------------ | ------------------------ | --------- | --------- | ----- | ----- |
| Фиорентина               | 1994/95                  | Серия A                  | 1                        | 0                        | -                        | -                        | -         | -         | 1     | 0     |
| Фиорентина               | 1995/96                  | Серия A                  | 0                        | 0                        | -                        | -                        | -         | -         | 0     | 0     |
| Фьоренцуола              | 1996/97                  | Серия С1                 | 1                        | 0                        | -                        | -                        | -         | -         | 1     | 0     |
| Саронно                  | 1997/98                  | Серия С1                 | 22                       | 1                        | -                        | -                        | -         | -         | 22    | 1     |
| Лодиджани                | 1998/99                  | Серия С1                 | 30                       | 1                        | -                        | -                        | -         | -         | 30    | 1     |
| Лодиджани                | 1999/00                  | Серия С1                 | 18                       | 1                        | -                        | -                        | -         | -         | 18    | 1     |
| Лодиджани                | 2000/01                  | Серия С1                 | 22                       | 0                        | -                        | -                        | -         | -         | 22    | 0     |
| Пистойезе                | 2001/02                  | Серия B                  | 5                        | 1                        | -                        | -                        | -         | -         | 5     | 1     |
| Пистойезе                | 2002/03                  | Серия С1                 | 32                       | 3                        | -                        | -                        | -         | -         | 32    | 3     |
| Ливорно                  | 2003/04                  | Серия B                  | 42                       | 2                        | -                        | -                        | -         | -         | 42    | 2     |
| Ливорно                  | 2004/05                  | Серия A                  | 33                       | 3                        | -                        | -                        | -         | -         | 33    | 3     |
| Реджина                  | 2005/06                  | Серия A                  | 36                       | 0                        | -                        | -                        | -         | -         | 36    | 0     |
| Ливорно                  | 2006/07                  | Серия A                  | 14                       | 1                        | -                        | -                        | 2         | 0         | 14    | 1     |
| Реджина                  | 2006/07                  | Серия A                  | 15                       | 3                        | -                        | -                        | -         | -         | 15    | 3     |
| Реджина                  | 2007/08                  | Серия A                  | 29                       | 5                        | -                        | -                        | -         | -         | 29    | 5     |
| Реджина                  | 2008/09                  | Серия A                  | 19                       | 0                        | -                        | -                        | -         | -         | 19    | 0     |
| Болонья                  | 2009/10                  | Серия A                  | 11                       | 0                        | -                        | -                        | -         | -         | 11    | 0     |
| Реджина                  | 2009/10                  | Серия B                  | 19                       | 1                        | -                        | -                        | -         | -         | 19    | 1     |
| Каррарезе                | 2010/11                  | Вт. див. Проф. лиги      | 25                       | 1                        | -                        | -                        | -         | -         | 25    | 1     |
| Каррарезе                | плей-офф лиги            | Вт. див. Проф. лиги      | 3                        | 0                        | -                        | -                        | -         | -         | 3     | 0     |
| Всего в Серии А          | Всего в Серии А          | Всего в Серии А          | 159                      | 12                       | —                        | —                        | —         | —         | —     | -     |
| Всего в Серии В          | Всего в Серии В          | Всего в Серии В          | 66                       | 4                        | —                        | —                        | —         | —         | —     | -     |
| Всего в Серии С1         | Всего в Серии С1         | Всего в Серии С1         | 126                      | 6                        | —                        | —                        | —         | —         | —     | -     |
| Всего в Див.2            | Всего в Див.2            | Всего в Див.2            | 28                       | 1                        | —                        | —                        | —         | —         | —     | -     |
| Всего в кубке Италии     | Всего в кубке Италии     | Всего в кубке Италии     | Всего в кубке Италии     | Всего в кубке Италии     | —                        | —                        | —         | —         | —     | -     |
| Всего в кубке еврокубках | Всего в кубке еврокубках | Всего в кубке еврокубках | Всего в кубке еврокубках | Всего в кубке еврокубках | Всего в кубке еврокубках | Всего в кубке еврокубках | 2         | 0         | —     | -     |
| Всего за карьеру         | Всего за карьеру         | Всего за карьеру         | 379                      | 23                       | —                        | —                        | —         | —         | —     | -     |